# Корсаково-2
Корса́ково-2 — село в Хабаровском районе Хабаровского края. Входит в состав Корсаковского сельского поселения.

## География
Село Корсаково-2 — пригород города Хабаровск. Находится на правом берегу Амурской протоки (правобережная протока реки Амур), на автодороге Красная Речка — Казакевичево.

## История
В 1972 году населённому пункту Корейский посёлок присвоено наименование село Корсаково-2, в честь наказного атамана Забайкальского казачьего войска Михаила Семёновича Корсакова (1826—1871).

## Население
| 2002 | 2010 | 2011 | 2012 | 2021 |
| ---- | ---- | ---- | ---- | ---- |
| 41   | ↗66  | →66  | ↗88  | ↗279 |

## Улицы
| - ул. Дачная, - пер. Дачный, - ул. Дубовая, | - ул. Лесная, - пер. Садовый, - ул. Ясная. |

## Инфраструктура
В селе расположены сельскохозяйственные предприятия Хабаровского района, а в его окрестностях — детские летние оздоровительные лагеря и садоводческие общества хабаровчан.